# Gouy-Saint-André
Gouy-Saint-André – miejscowość i gmina we Francji, w regionie Hauts-de-France, w departamencie Pas-de-Calais.
Według danych na rok 1990 gminę zamieszkiwało 598 osób, a gęstość zaludnienia wynosiła 45 osób/km² (wśród 1549 gmin regionu Nord-Pas-de-Calais Gouy-Saint-André plasuje się na 719. miejscu pod względem liczby ludności, natomiast pod względem powierzchni na miejscu 166.).